# Tiedonantaja
Tiedonantaja är en finländsk tidning som utkommer i Helsingfors. 
Tidningen, som grundades 1968, var ursprungligen ett organ för de åtta partidistrikten inom det ursprungliga Finlands kommunistiska partis minoritetsfalang (taistoiterna) och blev 1996 språkrör för det nya Finlands kommunistiska parti. Tidningen har som mest haft fyradagarsutgivning och hade 1983 en upplaga på omkring 30 000, men utges som veckotidning sedan 1990.